# シベリアヨシキリ
シベリアヨシキリ（学名：Acrocephalus dumetorum）は、スズメ目ヨシキリ科に分類される鳥類の一種でヤブヨシキリとも呼ばれる。